# 1801 en droit
Cet article présente les faits marquants de l'année 1801 en droit.

## Événements

### Juillet
- 3 juillet (14 Messidor an IX) : au Cap-Français, promulgation par le général Toussaint Louverture, gouverneur de Saint-Domingue, d'une Constitution. Surnommée « la Constitution autonomiste », elle fut la première à organiser le fonctionnement des institutions de la colonie française de l'Île de Saint-Domingue, et considérée comme la première Constitution de la future République d'Haïti.
- 15 juillet : signature du concordat de 1801 entre Napoléon Bonaparte et le cardinal Consalvi, secrétaire d'État et représentant du pape Pie VII.
- 17 juillet : début des travaux de la commission chargée de rédiger un projet de Code civil français.

## Décès
- 23 mai : Johann Heinrich von Carmer, ministre de la justice prussien et réformateur de la justice (° 29 décembre 1720.)
- 13 décembre : Jean-Henry Roussel de la Bérardière, professeur de droit, avocat et jurisconsulte français († 9 novembre 1727).